# Critical Role
Critical Role é uma websérie estadunidense na qual um grupo de dubladores profissionais jogam Dungeons & Dragons. O show começou a ser transmitido em março de 2015 pelo Geek & Sundry, durante o andamento da primeira campanha do elenco. A Campanha 1 foi transmitida em 115 episódios, sendo finalizada em outubro de 2017. A Campanha 2 iniciou em janeiro de 2018, entrando em hiato em março de 2020 devido à pandemia COVID-19 e medidas de segurança da Califórnia, retornando ao ar em 2 de julho de 2020, e finalizando em 3 de junho de 2021.
A série é transmitida nas quintas-feiras no canal do Twitch oficial do Critical Role, com o VOD sendo disponibilizado imediatamente para assinantes do canal, e aberto ao público nos canais do Twitch e do YouTube na segunda-feira seguinte. Antes da pandemia COVID-19 o show era transmitido ao vivo, mas começou a ser pré-gravado para possibilitar a transmissão durante a pandemia.
O elenco possui os direitos autorais do show, que também dá o nome ao estúdio co-criado por eles, Critical Role Productions. O estúdio assumiu a produção dos shows principais, Critical Role e Talks Machina, desde 2018, com programas adicionais relacionados ao universo também sendo produzidos e transmitidos nos seus canais oficiais. Vários trabalhos licenciados e baseados no universo foram lançados ou estão em produção, incluindo dois guias de campanha oficiais escritos por Matthew Mercer.

## Contexto
Critical Role é uma websérie onde os membros jogavam uma campanha de Dungeons & Dragons, com Matthew Mercer atuando como Dungeon Master para os demais.
A primeira campanha do grupo começou dois anos antes do início do show, como uma partida simplificada de Dungeons & Dragons 4ª edição para um aniversário de Liam O'Brien. Os jogadores se divertiram tanto que decidiram continuar jogando, mudando para o sistema Pathfinder. Depois que Felicia Day descobriu sobre a campanha privada da qual Ashley Johnson participava, discutiu com o grupo a possibilidade de realizar os jogos em um formato de live streaming para o Geek & Sundry. De maneira a facilitar a jogabilidade para o show, os personagens foram convertidos do Pathfinder para Dungeons & Dragons 5ª edição antes da série iniciar, em 12 de março de 2015. Inicialmente, havia oito membros jogadores, mas Orion Acaba deixou o show após o episódio 27 da Campanha 1.
Em 18 de junho de 2018, a Critical Role Productions lançou seus próprios canais do Twitch e YouTube, com Marisha Ray assumindo o papel de diretora de criação da franquia. O set de Critical Role e Talks Machina foi movido dos estúdios da Legendary Entertainment para estúdios próprios em julho de 2018. Em fevereiro de 2019, a separação da Critical Role Productions e Geek & Sundry foi finalizada, com as transmissões ao vivo e upload de VODs sendo realizados exclusivamente nos canais da Critical Role Productions. Desde dezembro de 2019, episódios antigos de Critical Role e Talks Machina foram migrados para os novos canais.

## Critical Role Productions
A Critical Role Productions LLC foi criada em 2015. Em 2019, Travis Willingham assumiu como CEO, Matthew Mercer como diretor de criação chefe,, Marisha Ray como diretora de criação, Ed Lopez como diretor de operações, Rachel Romero como sênior vice-presidente de marketing, e Ben Van Der Fluit como vice-presidente de desenvolvimento de negócio.
A empresa se mudou para seu próprio estúdio em 2018, produzindo novos episódios e shows nos seus próprios canais do Twitch e YouTube. A separação com a Legendary Digital Networks foi finalizada no início de 2019, a partir de quando a responsabilidade de produção dos shows Critical Role e Talks Machina foi repassada completamente para a Critical Role Productions.

## Formato
Critical Role é uma mistura de websérie semanal e stream de jogos do Twitch. Cada episódio dura entre 3 e 5 horas, com alguns raros casos atingindo 6 horas, e é transmitido ao vivo toda quinta-feira no canal do Twitch de Critical Role, com possíveis pausas anunciadas antecipadamente. O VOD é disponibilizado imediatamente após o fim da transmissão para os assinantes do canal no Twitch, sendo publicado no canal do YouTube na segunda-feira seguinte, onde pode então ser assistido gratuitamente. Antes da pandemia COVID-19, o show era transmitido ao vivo, mas mudou para um formato pré-gravado desde o episódio 100 da segunda campanha, mantendo-o também para a terceira campanha. Iniciando com a terceira campanha, a série principal não será transmitida na última quinta-feira de cada mês; ao invés disso, outros conteúdos do estúdio serão apresentados.
Critical Role já transmitiu ao vivo com uma audiência em teatro múltiplas vezes.
Vários streams de Critical Role também serviram como eventos para doação e apoio a organização sem fins lucrativos, como Médicos sem Fronteiras.

## Campanhas
O enredo de Critical Role ocorre em campanhas formadas por uma série de arcos de história que se passam através de múltiplos episódios. Cada jogador interpreta um personagem que possui uma história de fundo, uma parte incompleta de sua história pessoal que pode ser relevante em certos momentos da campanha, e que algumas vezes pode estar intrinsicamente conectada ao arco principal. Apesar das campanhas serem focadas em diferentes grupos de aventureiros, ambas estão ambientadas em Exandria, um mundo criado por Matthew Mercer. Em dezembro de 2020, o elenco estava a jogar a segunda campanha.
| Campanha | Campanha           | Grupo             | Episódios | Episódios | Originalmente exibido   | Originalmente exibido | Originalmente exibido               |
| Campanha | Campanha           | Grupo             | Episódios | Episódios | Estreia da temporada    | Final da temporada    | Emissora                            |
| -------- | ------------------ | ----------------- | --------- | --------- | ----------------------- | --------------------- | ----------------------------------- |
|          | 1                  | Vox Machina       | 115       | 115       | 12 de março de 2015     | 12 de outubro de 2017 | Twitch, YouTube, Alpha (desde 2016) |
|          | 2                  | The Mighty Nein   | 141       | 141       | 11 de janeiro de 2018   | 3 de junho de 2021    | Twitch, YouTube, Alpha (até 2019)   |
|          | 3                  | Bells Hells       | 121       | 121       | 21 de outubro de 2021   | Em andamento          | Twitch, YouTube                     |
|          | Exandria Unlimited | The Crown Keepers | 8         | 8         | 24 de junho de 2021     | 12 de agosto de 2021  | Twitch, YouTube                     |
|          | One-shots          | Vários            | 34        | 34        | 25 de fevereiro de 2016 | 16 de março de 2020   | Twitch, YouTube, Alpha (até 2019)   |

### Campanha 1: Vox Machina
O cenário da Campanha 1 é primariamente Tal'Dorei, um continente de Exandria. A história segue o grupo conhecido como Vox Machina, um time de mercenários da cidade de Stilben. A campanha começou a ser transmitida em 12 de março de 2015 e consistiu de 115 episódios, terminando em 12 de outubro de 2017.

### Campanha 2: The Mighty Nein
A Campanha 2 iniciou em 11 de janeiro de 2018, seguindo um grupo de aventureiros conhecidos como The Mighty Nein. A história se passa no continente de Wildemount, brevemente visitado pela Vox Machina. Ambientada cerca de 20 anos após a batalha final de Vox Machina contra Vecna, a campanha se passa durante um período de grande tensão entre duas das maiores nações de Wildemount. Um hiato ocorreu entre março e julho de 2020, devido à pandemia COVID-19, depois do qual o show retornou em um modo pré-gravado para facilitar a produção considerando as medidas de distanciamento social. O último episódio foi transmitido em 3 de junho de 2021, e foi o mais longo até então, ultrapassando as sete horas de duração.

### Campanha 3: Bells Hells
A Campanha 3 estreou em 21 de outubro de 2021. A história se passa após os eventos da segunda campanha e de Exandria Unlimited, ambientada no continente de Marquet, que foi rapidamente visitado durante a primeira campanha.

### Exandria Unlimited
Exandria Unlimited será uma série ambientada na cidade de Emon, no continente de Tal'Dorei, 30 anos após a primeira campanha e 10 anos após a segunda campanha. Terá como dungeon master Aabria Iyengar, com elenco de jogadores incluindo Aimee Carrero, Robbie Daymond, Ashley Johnson, Liam O'Brien, e Matthew Mercer.
IGN reportou que Exandria Unlimited será considerada cânone no universo de Critical Role, e que "afetará ambientes e cronologias futuras em relação à história de Critical Role. Logo, enquanto os fãs esperam pelo início da terceira campanha do elenco principal, Unlimited trará algum conteúdo ao mundo de Exandria".

### One-shots
No lugar de um episódio na história principal, o show ocasionalmente apresenta um jogo one-shot, uma história independente que pode ser jogada no período de um episódio. Alguns dos one-shots são histórias cânones do universo de Critical Role, cobrindo eventos que ocorreram fora do período coberto pelas campanhas. Também há one-shots que não possuem conexão com as campanhas ou o mundo de Exandria.
Alguns one-shots de Critical Role não utilizam o sistema Dungeons & Dragons. Além disso, em vários one-shots outros membros da equipe assumem o papel de dungeon master no lugar de Matthew Mercer. Critical Role transmitiu diversos one-shots no hiatus entre a Campanha 1 e Campanha 2.
Alguns dos one-shots receberam patrocínios. Em 2019, um dos one-shots foi patrocinado pela Wendy's para promover o sistema de RPG Feast of Legends, desenvolvido pela empresa. Entretanto, devido a uma forte reação negativa dos fãs ao patrocinador, a equipe decidiu remover o VOD do ar, anunciando por Twitter que havia doado os lucros.

## Elenco e personagens
Critical Role possui oito membros principais. Entretanto, nos primeiros 27 episódios havia nove membros. Vários jogadores convidados já apareceram no show durante os anos.
A tabela abaixo lista o elenco e seus respectivos personagens, assim como suas raças e classes para ambas as campanhas. Múltiplas classes são listadas na ordem de escolha do jogador. Um H é usado para indicar uma classe criada por Matthew Mercer.
- Matthew Mercer[68]
  - Dungeon Master (Campanhas 1, 2, 3)[13]
  - Dariax Zaveon (anão feiticeiro) (Exandria Unlimited)
- Ashley Johnson[68]
  - Pike Trickfoot (gnomo clériga) (Campanha 1)[13]
  - Yasha Nydoorin (aasimar bárbara) (Campanha 2)[13]
  - Fearne Calloway (fauno druida) (Exandria Unlimited, Campanha 3)
- Travis Willingham[68]
  - Grog Strongjaw (goliath bárbaro / guerreiro) (Campanha 1)[13]
  - Sir Bertrand Bell (humano guerreiro) (The Search for Grog, Campanha 3)
  - Fjord Stone (meio-orc bruxo / paladino) (Campanha 2)[13]
- Laura Bailey[68]
  - Vex'ahlia "Vex" de Rolo (meio-elfa ranger / ladina) (Campanha 1)[13]
  - Jester Lavorre (tiefling clériga) (Campanha 2)[13]
  - Imogen (humana feiticeira) (Campanha 3)
- Liam O'Brien[68]
  - Vax'ildan "Vax" Vessar (meio-elfo ladino / paladino / druida) (Campanha 1)[13]
  - Lieve'tel Toluse (elfa clériga) (The Search for Grog)
  - Derrig (meio-elfo guerreiro) (Dalen's Closet)
  - Caleb Widogast/Bren Aldric Ermendrud (humano mago) (Campanha 2)[13]
  - Orym do Ashari de Ar (halfling guerreiro) (Exandria Unlimited, Campanha 3)
- Taliesin Jaffe[68]
  - Percival "Percy" Fredrickstein Von Musel Klossowski de Rolo III (humano gunslingerH) (Campanha 1)[13]
  - Mollymauk "Molly" Tealeaf/Kingsley Tealeaf (tiefling blood hunterH)[69][70] (Campanha 2, 1–26 e 140-141)[13]
  - Caduceus Clay (firbolg clérigo) (Campanha 2, 28–141)
  - Ashton (genasi da terra bárbaro) (Campanha 3)
- Marisha Ray[68]
  - Keyleth do Ashari de Ar (meio-elfa druida) (Campanha 1)[13]
  - Beauregard "Beau" Lionett (humana monge) (Campanha 2)[13]
  - Laudna (bruxa/feiticeira) (Campanha 3)
- Orion Acaba[66]
  - Tiberius Stormwind (dragonborn feiticeiro) (Campanha 1, 1–27)[12][13]
- Sam Riegel
  - Scanlan Shorthalt (gnomo bardo) (Campanha 1, ausente 86–98)[13]
  - Taryon "Tary" Gary Darrington (humano artificer) (Campanha 1, 85–102 e Dalen's Closet)[13]
  - Nott the Brave/Veth Brenatto (goblin/halfling ladina / maga) (Campanha 2)[13]
  - Fresh Cut Grass (autômato clérigo) (Campanha 3)
- Robbie Daymond
  - Dorian Storm (genasi do ar bardo) (Exandria Unlimited, Campanha 3)
- Aimee Carrero
  - Opal (humana bruxa) (Exandria Unlimited)
- Aabria Iyengar
  - Dungeon Master (Exandria Unlimited)

## Recepção
Até janeiro de 2016, cada episódio do show havia sido assistido por mais de um milhão de minutos. No lançamento do 100º episódio da Campanha 1, mais de 68 milhões de vizualizações haviam sido acumuladas. Em dezembro de 2020, o canal do YouTube já havia ultrapassado 224 milhões de vizualizações.
Em janeiro de 2016, Polygon descreveu Critical Role como um show "modernizado" e com modelo de negócio ainda em desenvolvimento.
O show recebeu atenção dos publicadores de Dungeons & Dragons, Wizards of the Coast, que discutiram sobre o show em duas ocasiões em seu podcast oficial, junto dos membros Matthew Mercer, Marisha Ray, Liam O'Brien, Laura Bailey e o ex-membro Orion Acaba. Em uma entrevista com a revista Polygon, o líder de design Mike Mearls comentou sobre o show, afirmando que "como uma pessoa que trabalha em Dungeons & Dragons, foi muito legal abrir o app do Twitch no meu iPad e ver Dungeons & Dragons na primeira página".
A resposta dos telespectadores ao show tem sido fortemente positiva, com muitos fãs, apelidados de "Critters", criando conteúdos como fanart, fanfic, ou músicas inspiradas nos personagens. Fãs também enviaram muitos presentes para o elenco e equipe, resultando em episódios nos quais os presentes são abertos e distribuídos.
O elenco de Critical Role participa ativamente de convenções de sci-fi/comics, aparecendo em painéis e sessões de autógrafos na San Diego Comic-Con e New York Comic Con.

### Prêmios
| Ano  | Prêmio         | Categoria                       | Resultado                             | Fonte  |
| ---- | -------------- | ------------------------------- | ------------------------------------- | ------ |
| 2016 | Streamy Awards | Gaming                          | Indicado                              | [ 79 ] |
| 2018 | Streamy Awards | Live Streamer                   | Indicado                              | [ 80 ] |
| 2019 | Prêmio Webby   | Video Series & Channels – Games | Venceu - Webby Award & People's Voice | [ 18 ] |
| 2019 | Shorty Awards  | Games                           | Venceu Finalist & Audience Honor      | [ 81 ] |